# Чикризов, Андрей Иванович
Андрей Иванович Чикризов (19 августа 1923 года, село Имелля-Покровка, Оренбургская губерния — 17 января 1995 года) — комбайнёр совхоза «Саринский» Кувандыкского района Оренбургской области. Герой Социалистического Труда (1971).

## Биография
Родился в 1923 году в крестьянской семье в селе Имелля-Покровка (в советское время — Кувандыкский район Оренбургской области, сегодня — упразднено) Оренбургской губернии.
Трудовую деятельность начал 16-летним подростком. Трудился прицепщиком в местном колхозе. После окончания курсов механизаторов работал трактористом. С 1942 года участвовал в Великой Отечественной войне. Воевал старшим звукометристом разведывательной батареи 116-го корпусного пушечно-артиллерийского полка 43 стрелкового корпуса (116 кпушап 43 ск).
После демобилизации возвратился в родное село, где продолжил трудиться трактористом, комбайнёром Саринской МТС и позднее — в совхозе «Саринский» Кувандыкского района.
В 1970 году намолотил более 20 тысяч центнеров зерновых, досрочно выполнив личные социалистические обязательства и производственные задания Восьмой пятилетки (1966—1970. Указом Президиума Верховного Совета СССР от 8 апреля 1971 года «за успехи, достигнутые в развитии сельскохозяйственного производства и выполнении пятилетнего плана продажи государству продуктов земледелия и животноводства» удостоен звания Героя Социалистического Труда с вручением Ордена Ленина и золотой медали Серп и Молот.
С 1979 года возглавлял звено трактористов из 9 комбайнов, которое показало выдающиеся трудовые результаты при уборке зерновых, заняв передовое место в областном социалистическом соревновании. Звено под руководством Андрея Чикризова намолотило в этом году свыше 190 тысяч центнеров зерновых, превысив плановые задания на 26 тысяч центнеров.
Участвовал во Всесоюзной выставке ВДНХ.
В 1980-е годы вышел на пенсию.

## Награды
- Герой Социалистического Труда
- Орден Ленина
- Орден Отечественной войны 2 степени (23.12.1985)
- Орден Октябрьской Революции
- Медаль «За боевые заслуги» (18.10.1944)
- Медаль «За оборону Ленинграда» (22.09.1943)
- Медаль «За победу над Германией в Великой Отечественной войне 1941—1945 гг.» (09.05.1945)
- Медали ВДНХ